# مصطفى مشعل (لاعب كرة سلة)
مصطفى محمد مشعل (مواليد 29 مارس 1995) هو لاعب كرة سلة مصري يلعب في مركز لاعب هجوم صغير الجسم في نادي الزمالك.